# Referéndum de Crimea de 1994
Un referéndum de tres preguntas se celebró en Crimea el 27 de marzo de 1994 conjuntamente con las elecciones parlamentarias de Crimea de 1994 y las elecciones parlamentarias de Ucrania de 1994. A los votantes se les preguntó si estaban a favor de una mayor autonomía dentro de Ucrania, si los residentes deberían tener doble ciudadanía rusa y ucraniana, y si los decretos del Presidente de Crimea deberían tener el estatuto de leyes. Todas las tres propuestas fueron aprobadas por los votantes de Crimea.

## Contexto
El 5 de mayo de 1992, el Consejo Supremo de Crimea declaró la independencia, dependiente de un referéndum que estaba previsto para agosto. Sin embargo, el Parlamento de Ucrania dictaminó que la declaración era ilegal, y dio al Consejo Supremo la fecha límite del 20 de mayo para rescindirlo. Aunque el Consejo Supremo cumplió la orden el 22 de mayo, el referéndum solo fue pospuesto, pero no cancelado. La idea del referéndum fue resucitado en 1994 después de la elección de Yuri Meshkov como el nuevo Presidente de Crimea en la elección presidencial de Crimea de 1994 en enero. Aunque la Comisión Electoral Central de Ucrania y el presidente ucraniano Leonid Kuchma declararon ilegal este referéndum, el mismo siguió adelante.

## Resultados

### Autonomía ampliada
- Pregunta: ¿Usted está a favor de la restauración de la disposición de la Constitución de la República de Crimea del 6 de mayo de 1992, que determina la regulación de las relaciones mutuas entre la República de Crimea y Ucrania sobre la base de un Tratado de los acuerdos?[2]

| Selección expresada                          | Votos | %    |
| -------------------------------------------- | ----- | ---- |
| A favor                                      |       | 78,4 |
| En contra                                    |       | 21,6 |
| Nulos/blancos                                |       | –    |
| Total                                        |       | 100  |
| Votantes registrados/Participación electoral |       |      |
| Fuente: Minorities at Risk Project           |       |      |

### Doble nacionalidad (ucraniana y rusa)
- Pregunta: ¿Usted está a favor de la restauración de la disposición de la Constitución de la República de Crimea de 6 de mayo de 1992, que proclamó el derecho de los ciudadanos de la República de Crimea a la doble nacionalidad ucraniana y rusa?[2]

| Selección expresada                          | Votos | %    |
| -------------------------------------------- | ----- | ---- |
| A favor                                      |       | 82,8 |
| En contra                                    |       | 17,2 |
| Nulos/blancos                                |       | –    |
| Total                                        |       | 100  |
| Votantes registrados/Participación electoral |       |      |
| Fuente: Minorities at Risk Project           |       |      |

### Edictos del presidente de Crimea que se conviertan en leyes en Crimea
- Pregunta: ¿Usted está a favor de conceder como leyes los decretos del presidente de la República de Crimea, en cuestiones que, temporalmente, no están siendo reguladas por la legislación de la República de Crimea?[2]

| Selección expresada                          | Votos | %    |
| -------------------------------------------- | ----- | ---- |
| A favor                                      |       | 77,9 |
| En contra                                    |       | 22,1 |
| Nulos/blancos                                |       | –    |
| Total                                        |       | 100  |
| Votantes registrados/Participación electoral |       |      |
| Source: Minorities at Risk Project           |       |      |

## Evolución posterior
A pesar de que una muy amplia mayoría de la población de Crimea votó a favor de estos cambios, conducentes a una mayor autonomía de la península de Crimea, el gobierno ucraniano central revocó la Constitución de Crimea y abolió el cargo de Presidente de Crimea en 1995, en contra lo que había sido expreso democráticamente en Crimea. A Crimea le fue concedida una nueva constitución en 1998, que concedió una menor autonomía que la anterior. Los funcionarios de Crimea buscarían restaurar posteriormente los poderes de la Constitución anterior. Durante la década de 1990, muchos tártaros de Crimea deportados y sus descendientes regresaron a Crimea.
Sin embargo, los tártaros de Crimea también protestaron contra la nueva constitución de 1998, señalando que «es la Constitución de la república autónoma que debe contener garantías de representación política de los tártaros de Crimea en el Parlamento de Crimea y en los órganos de gobierno local, igualando la condición de la lengua tártara de Crimea con los idiomas de Ucrania y Rusia, y de la participación real de los tártaros de Crimea en la vida económica y cultural de Crimea». Los Tártaros de Crimea protestaron en contra de la nueva constitución, subrayando que desatendía particularmente los intereses de más de 260.000 tártaros de Crimea.